# D-Crunch
D-CRUNCH (Tiếng Hàn: 디크런치, viết tắt của DIAMOND CRUNCH) là một nhóm nhạc nam hip-hop Hàn Quốc ra mắt dưới trướng All-S Company vào ngày 06/08/2018. Nhóm gồm 9 thành viên: O.V, Hyunwook, Hyunho, Hyunwoo, Hyunoh, Minhyuk, Chanyoung, Jeongseung và Dylan. Ngày 05/02/2020, các thành viên đã ký hợp đồng với Ai Grand Korea, ngay sau khi hợp đồng của họ với All-S Company hết hạn.